# Reginald Hobhouse
The Ven. Reginald Hobhouse, MA (* 18. März 1818; † 27. Januar 1895), war ein anglikanischer Priester und  Erzdiakon von Bodmin von 1878 bis 1892.

## Leben
Er wurde am 18. März 1818 als dritter Sohn von Henry Hobhouse, Unterstaatssekretär im Innenministerium (Home Office), geboren und erhielt seine Ausbildung an der Eton und am Balliol College, Oxford.
Er wurde 1841 ordiniert und begann seine Karriere als Kurat in Bridport. Danach war er Pfarrer in Riseholme, Lincolnshire. 1844 wurde er Pfarrer in St Ive, Cornwall, wo er bis zu seinem Tod am 27. Januar 1895 bleiben sollte. Hobhouse war aktiv in der Kampagne für einen modernen Bischof von Cornwall und war Autor einer Broschüre „The Cornish Bishopric“ (1860).

## Familie
Sein älterer Bruder Edmund war der erste Bischof von Nelson, New Zealand und sein jüngerer Bruder Arthur war Richter. Seine Tochter Emily war eine frühe Sozialreformerin und Menschenrechtsaktivistin, sein Sohn Leonard war ein liberaler politischer Theoretiker und Soziologe.

## Werke
- Ministerial watchfulness. 1848.
- Conversion. Lidstone, Plymouth 1858.
- The Cornish bishopric. Liddell and Son, Bodmin, 1860.
- On the excessive rating of Tithe Rentcharge. Rivingtons, London 1874.